# Sundome
Sundome (すんドめ) là một bộ truyện manga được sáng tác bởi Kazuto Okada. Sundome nghĩa đen là "dừng lại khoảnh khắc trước đó" ("stopping the moment before"), trong trường hợp này nó có nghĩa là dừng lại trước khi xuất tinh. Tám tập truyện đã được phát hành tại Nhật Bản, tất cả đã được dịch hoàn tất sang Tiếng Anh vào tháng 12 năm 2010.
Bộ truyện đã được dựng thành phim gồm 4 phần, được công chiếu từ năm 2007 đến năm 2009.

## Cốt truyện
Nhân vật chính là một học sinh trung học 15 tuổi tên là Hideo Aiba (Atsushi Ninomya), một thành viên của câu lạc bộ Roman Club. Mục đích chính của câu lạc bộ là đi tìm ma, UFO và các hiện tượng siêu nhiên. Cốt truyện xoay quanh mối quan hệ giữa nhân vật chính và một cô gái có tên là Kurumi Sahana (Akane Suzuki). Hầu hết các sự kiện bắt đầu bằng chuyến đi dã ngoại của câu lạc bộ. Thỉnh thoảng, Hideo sẽ cùng được "ra" với Kurumi. Thường nó sẽ xảy ra vào ban đêm, trái ngược hoàn toàn với những sự kiện vui chơi ban ngày.

## Nhân vật
Hideo Aiba (相羽英男 Aiba Hideo)
Nhân vật chính và cũng là người dẫn chuyện. Hideo có tóc đen ngắn và thân hình nhỏ gọn. Cậu ấy là chủ tịch mới của Roman Club, và cũng là đồ chơi tự nguyện cho Kurumi. Ban đầu, cậu ta là một người nhút nhát và thể chất yếu. Kurumi dùng hệ thống phần thưởng của cô ấy để làm cho Aiba để thay đổi cái tính nhút nhát và những thói quen mờ nhạt của cậu ấy đi. Thời gian trôi đi, sức mạnh và độ dẻo dai của cậu ấy đã được cải thiện. Hideo luôn có một cảm xúc mạnh mẽ với Kurumi, và làm bất cứ điều gì cô ấy bảo để nhận "phần thưởng", những cảm xúc ấy đã bắt đầu xuất hiện sau vụ cậu bị khóa tay và cố thoát ra trong phòng tập Judo ở trường. Cảm xúc của cậu ấy dẫn đến viêc ghen tị với bất kỳ người đàn ông nào ở gần Kurumi, hay nói chuyện riêng với cô ấy, hay mua cho cô ấy những thứ mà cậu không thể mua. Do vậy, Hideo quyết tâm cố gắng cải thiện mình.
Kurumi Sahana (早華胡桃 Sahana Kurumi)
Một cô học sinh bí ẩn vừa mới chuyển trường. Cô ấy thuộc dạng người ít nói, nhưng lại là "chủ nhân" của Hideo. Cô ấy có thân hình mảnh khảnh, tóc đen ngắn, có ngực nhỏ, và biết kiềm chế. Kurumi nhìn khá ngây thơ, nhưng lại đúng kiểu của Hideo nên đã gây được sự chú ý và thu hút cậu ta. Cô ấy gia nhập Roman club để được gần hơn với Hideo. Cô ấy tra tấn cậu ấy bằng cách đưa cậu ta lên đến mức cực khoái nhưng không cho xuất tinh. Cô ấy sống một mình, và chỉ cho Hideo vào nơi bí mật này. Không có nhiều thông tin về quá khứ hay gia đình cô ấy ngoại trừ một chi tiết bố mẹ cô ấy đã mất và cô ấy phải sống cùng chị mình trong trại mồ côi.
Katsu Toshitsuku (年着勝 Toshitsuku Katsu)
Thành viên của Roman Club. Cậu ta có xu hướng tình dục peeping fetish (thích nhìn trộm), và thường bị gọi là mặt bạch tuộc. Dường như lúc nào cậu ấy cũng đeo một đôi kính mờ. Vì một lý do nào đó mà cậu ta bị hói. Bạn cùng lớp thường lấy cớ này để sỉ nhục cậu ta. Katsu bắt đầu biểu hiện cảm xúc của mình với Kyouko ở tập 2. Điều này thể hiện lúc cậu ta tấn công Yasu khi nghe Yasu nói chuyện với bạn của hắn về Kyouko một cách dâm dục. Cậu ấy lại một lần nữa bảo vệ Kyouko ở tập 4 bằng cách nhận cú đấm từ Yasu mà đáng ra cú đấm đó là dành cho Kyouko.
Tatsuya Yatsu (八津達也 Yatsu Tatsuya)
Thành viên của Roman Club. Cậu ta có xu hướng tình dục leg fetish (sở thích sùng bái chân người khác), và con búp bê làm cậu ta ham muốn tên là "Aimu", hay "Ayu". Là một kẻ nhát gan, thường chạy đi khi cảm thấy bị đe dọa. Cậu ta có vài kỹ năng sống, như được thấy ở chương 5. Cậu ta xung phong cắt hệ thống camera của trường và phá khóa nên Roman club mới có thể đổi cái ghế sofa ở phòng hiệu trưởng với cái ghế dài ở câu lạc bộ. Cậu ta cũng là người trốn được lâu nhất trong trò chơi trốn tìm so với các thành viên khác trong Roman Club.
Cựu chủ tịch
Chủ tịch tiền nhiệm của Roman Club, 17 tuổi, cậu là thành viên duy nhất của Roman club không phải là học sinh năm đầu. Cậu ta đã bị trục xuất sau khi bị dụ dỗ quan hệ qua đường hậu môn bởi một sát thủ O.B. Sở thích của cậu ta được biết bởi những người xung quanh. Những thành viên còn lại trong Roman club lấy điều này để chọc cậu ta. Cậu ta trả lời bằng việc cắn đầu ai chọc cậu ta, và tuyên chiến rằng, "bất cứ ai lấy sở thích của tôi ra làm trò đùa đều phải bị ăn!".
Trong bộ manga Ibitsu, đồng tác giả, có một nhân vật về ngoại hình khá giống với cựu chủ tịch, nhưng tên là "Moto".
Kyouko (京子 Kyōko)
Cô gái có vòng 1 khủng học ở lớp B. Cô ấy có mái tóc xám và làn da rám nắng. Cô ta dễ nóng giận và việc thiếu hiểu biết của cô ta thường dẫn đến rắc rối. Thái độ của Kyouko có thể thay đổi đột ngột, từ muốn giết đến muốn trở thành bạn. Điều này, cộng với tính cách cởi mở và lối sống năng động của cô không ít lần đã dẫn đến rắc rối. Cô ấy là một cô gái nổi tiếng nhất trường cho đến khi Kurumi đến. Cô ấy không phải là một thành viên chính thức của Roman Club, nhưng cô ấy đến phòng của câu lạc bộ để đọc manga. Cô ta có khái niệm khá mơ hồ về luân lý, thể hiện sự đồi bại và đoan trang gần như cùng lúc. Kyouko thường tranh luận với Katsu. Cô ta cũng chẳng biết gì về cảm xúc của cậu ta dành cho cô ấy. Cô ấy thường ra giá 1000 yên cho mỗi lần mọi người yêu cầu cô làm gì đó.
O.B.
Yasu (ヤス Yasu)

## Truyện và phim

### Truyện
Sundome là bộ manga được sáng tác bởi Kazuto Okada. Nó được đăng lên tạp chí Young Champion vào tháng 10 năm 2009. Tám tập truyện được phát hành bởi Akita Shoten từ 20 tháng 11 năm 2006 đến 20 tháng 11 năm 2009. Nó được cấp phép bằng tiếng Anh bởi Yen Press, và cũng được phát hành vào tháng 1 năm 2008 đến tháng 12 năm 2010. Nó cũng đã được cấp phép tại Đài Loan bởi Ever Glory Publishing và tại Tây Ban Nha bởi Editorial Ivrea.

### Phim
Bộ truyện được chia thành 4 tập phim. Tất cả được đạo diễn bởi Daigo Udagawa. Tập đầu tiên được công chiếu tại Nhật vào 20 tháng 11 năm 2007, và được phát hành qua DVD vào 21 tháng 12 năm 2007, DVD thứ hai vào 23 tháng 3 năm 2008, DVD thứ ba vào 22 tháng 12 năm 2008, và DVD thứ tư vào 6 tháng 11 năm 2009. Hộp 4 DVD đầy đủ 4 tập phim được phát hành vào 6 tháng 11 năm 2009.